# The Nona Tapes
The Nona Tapes é um mocumentário americano de 1995 produzido pela banda de rock Alice in Chains para promover o seu álbum auto-intitulado. Lançado em VHS, o vídeo mostra a jornalista Nona Weisbaum (interpretada por Jerry Cantrell) entrevistando os integrantes do Alice in Chains durante um passeio de carro em Seattle. The Nona Tapes também inclui o videoclipe do single "Grind" e filmagens de bastidores ao som de "Heaven Beside You". O VHS de Nona Tapes é considerado uma raridade por não estar mais a venda. Em 2006, a loja Best Buy ofereceu uma versão em DVD de graça por tempo limitado como bônus na compra da compilação The Essential Alice in Chains. Em 19 de junho de 2017, o vídeo foi publicado no canal oficial do Alice in Chains no YouTube.

## Elenco
- Jerry Cantrell ... ele mesmo / Nona Weisbaum
- Layne Staley ... ele mesmo
- Sean Kinney ... ele mesmo
- Mike Inez ... ele mesmo
- Rocky Schenck ... ele mesmo
- Katherine Shaw ... entrevistadora

## Relação de Músicas
1. Brush Away (Trecho 1)
2. Brush Away (Trecho 2)
3. Over Now (Trecho 1)
4. Over Now (Trecho 2)
5. Grind (Trecho)
6. Over Now (Trecho 3)
7. Head Creeps (Trecho)
8. Heaven Beside You (Trecho)
9. Grind (Videoclipe)
10. Heaven Beside You (Filmagem Outtake)